# 福知山ドッコイセまつり
福知山ドッコイセまつり（ふくちやまドッコイセまつり）は、京都府福知山市で行われる夏祭りである。
「ドッコイセ踊り」で知られる「福知山音頭」は、16世紀ごろ、明智光秀が福知山城の修復工事を行った際、人夫が工事用の石材や木材の運搬に際し「どっこいせ」と掛け声を上げながら作業を行ったとされる起源があるとされる。それ以来400年以上にわたる福知山市の伝統的な文化として親しまれている。

## 進行

福知山音頭

大会は毎年盆休みの8月14日から翌週の週末に2つの期間に分けて行われる。式次第は次の通り。
- 8月14日 - 開会式
- 8月15日 - ドッコイセ福知山花火大会（雨天中止時はその週の週末（土曜日or日曜日のいずれか）に順延。予備日も雨天中止である場合はそれ以後の順延なし）
- 8月16日 - 子供ドッコイセ踊り大会
- 翌週土曜日 - 学生ドッコイセ踊り大会、プラカードコンテスト
- 翌週日曜日 - 閉会式・市民総踊り大会

特に「花火大会」と「市民総踊り大会」はこの祭りのメインイベントとして開催されている。「市民総踊り大会」は福知山駅市街地の駅北公園広場・広小路通りを練り歩いてドッコイセ踊りを市民総出で踊りまくる。またこの他の開催日にも広小路通りに特設の櫓を立てて、イベントの終了時間に合わせて市民自由参加によるドッコイセ踊りが行われる。

## 歴史
2013年（平成25年）は8月15日に開催される予定だった花火大会の会場で、2013年福知山花火大会露店爆発事故があり、3人が死亡するなど、多くの犠牲者を出したことを受けて、同日に行われたドッコイセ踊りのイベントをもって以後の開催を中止・打ち切っている。
2014年（平成26年）は前年の爆発事故の影響を考慮して花火大会の開催を春の段階で取りやめることを発表し、ドッコイセ祭りそのものについては開催するが、大会の会期を花火大会中止の1日分を短縮して8月15日から通算4日間（前後半2日間ずつ。後半は平年とは異なり8月24・25日の日・月曜日開催）開催することになった。主管者の福知山市商工会議所は、事故があった8月15日に1周忌の追悼法要を行い、この事故で死亡した3人の冥福を祈ってから開催するとして、期間を短縮したとしている。
ところが、8月16-17日にかけて発生した集中豪雨災害で、会場となる広小路通りが水没したほか、市内でも浸水被害が相次ぎ、復旧作業を最優先させる必要があることや、福知山商工会議所の会員からも参加辞退が相次いだことから、当初8月24・25日に開催する予定だった「学生大会」（24日）や「プラカードコンテスト」「市民総踊り大会」（いずれも25日）を含めた後半プログラムの開催を取りやめることを決定（延期もなし）。これにより2年連続してドッコイセ祭りは前半2日間だけ（実質3日間短縮）で途中打ち切りとなった。
2015年（平成27年）は天候に恵まれて、3年ぶりに花火大会を除いた予定の5日間の日程をすべて消化した。それ以後も花火大会を除く全日程が滞りなく行われてきたが、2020年（令和2年）は全国的な新型コロナウィルス感染拡大により、参加者の安全確保が難しいため、6月19日の福知山市観光協会リリースにより、全日程の開催中止（延期もなし）とすることが発表された。
2024年（令和6年）からは本まつりとは別日程で「福知山HANABI」が開催されることになり、夏祭りと花火大会は分離されることとなった。